# 源弼
源 弼（みなもと の たすく）は、平安時代前期の貴族。嵯峨源氏、大納言・源弘の四男。官位は従四位下・宮内卿。

## 経歴
清和朝の貞観6年（864年）従五位下に叙爵し、貞観8年12月（867年2月）次侍従に補される。貞観11年（869年）越中権介に任ぜられ地方官を務めた後、貞観16年（874年）大蔵少輔として京官に復す。陽成朝では宮内大輔を務める一方、但馬権守・次いで但馬守を兼ね、元慶3年11月（880年1月）従五位上に叙されている。
光孝朝でも引き続き宮内大輔を務め、仁和3年（887年）大和権守を兼ねた。その後、時期は不明ながら宮内卿を務め、位階は従四位下に昇った。
子女二人は共に『古今和歌集』に和歌作品が入集している歌人である。

## 官歴
註釈がないものは『日本三代実録』の記載に従う。
- 時期不詳：正六位上
- 貞観6年（864年） 正月7日：従五位下
- 貞観8年（866年） 12月29日[1]：次侍従
- 貞観11年（869年） 3月23日：越中権介
- 貞観16年（874年） 2月29日：大蔵少輔[2]
- 時期不詳：宮内大輔
- 元慶3年（879年） 11月25日[3]：従五位上
- 元慶4年（880年） 2月21日：兼但馬権守[2]
- 元慶5年（881年） 3月1日：兼但馬守[2]
- 仁和3年（887年） 2月2日：兼大和権守
- 時期不詳：従四位下。宮内卿[4]

## 系譜
『尊卑分脈』による。
- 父：源弘
- 母：不詳
- 生母不明の子女
  - 長男：源恵（?-931）
  - 女子：大輔